# Dompierre-sur-Mont
Dompierre-sur-Mont – miejscowość i gmina we Francji, w regionie Burgundia-Franche-Comté, w departamencie Jura. Nazwa miejscowości pochodzi od imienia św. Piotra.

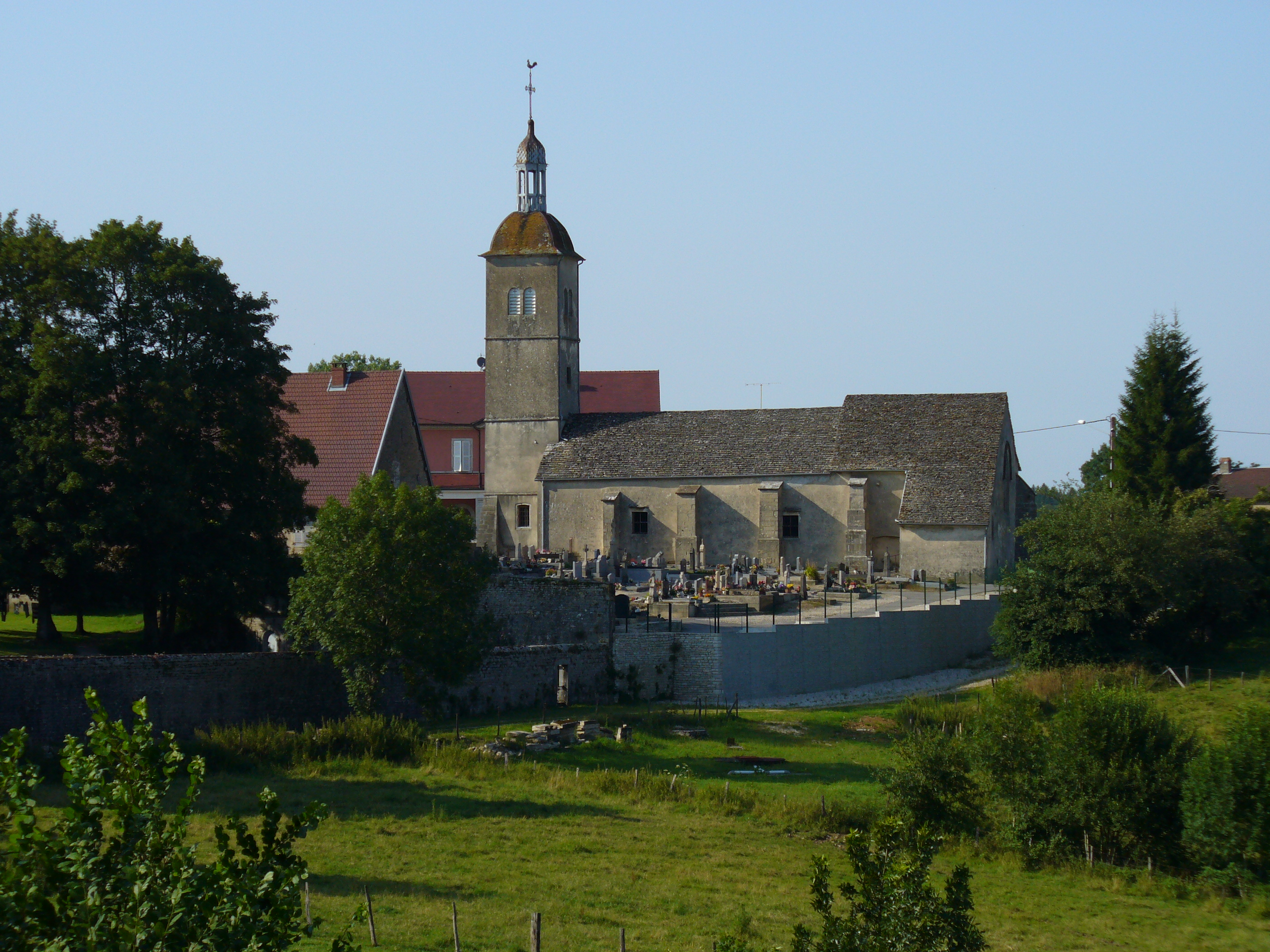
Église de Dompierre-sur-Mont

Według danych na rok 1990 gminę zamieszkiwało 171 osób, a gęstość zaludnienia wynosiła 23 osoby/km² (wśród 1786 gmin Franche-Comté, Dompierre-sur-Mont plasuje się na 573. miejscu pod względem liczby ludności, natomiast pod względem powierzchni na miejscu 610.).